# تاريخ الدراجة
سرعان ما أصبح ركوب الدراجات نشاطًا بعد ظهور الدراجات في القرن التاسع عشر ولا يزال يتمتع بشعبية لدى أكثر من مليار شخص حول العالم ويستخدم للترفيه والنقل والرياضة.

## سباق
كان أول سباق موثق لركوب الدراجات هو سباق 1200 متر الذي أقيم في 31 مايو 1868 في حديقة سان كلاود في باريس. وفاز بها المغترب الإنجليزي جيمس مور الذي ركب دراجة بإطارات مطاطية صلبة. كان أول سباق دراجات يغطي مسافة بين مدينتين هو باريس - روان، وفاز به أيضًا جيمس مور، الذي قطع مسافة 123 كيلومترًا تقسم المدينتين في 10 ساعات و40 دقيقة.
أقدم نادي لسباق الدراجات في الولايات المتحدة هو نادي سانت لويس للدراجات. يعمل النادي بشكل مستمر منذ عام 1887، وقد قام برعاية السباقات وأحداث المسافات المحددة منذ إنشائه. ويضم أعضاؤها العديد من الأبطال الوطنيين وأعضاء الفريق الأولمبي.

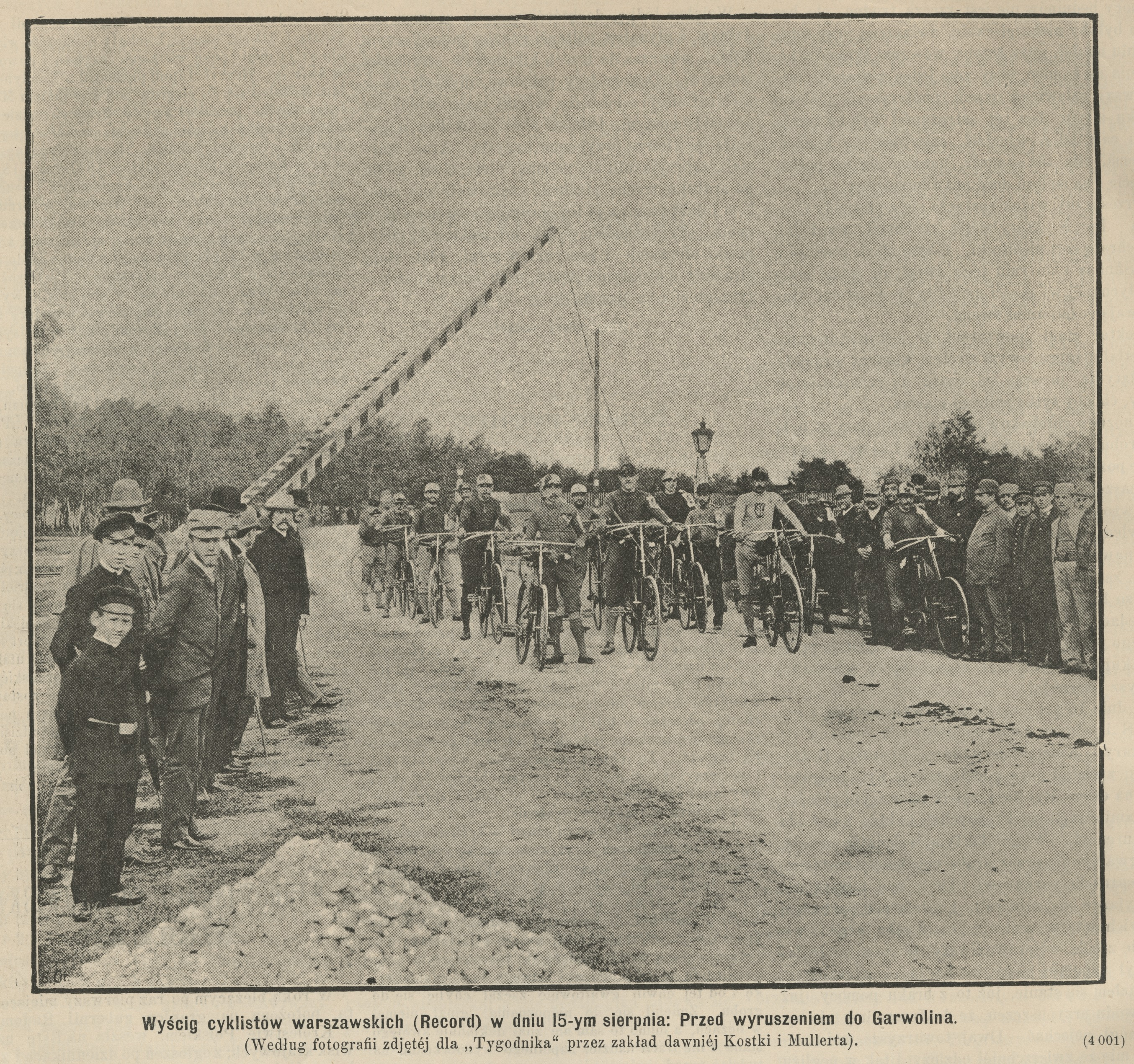
سباقات الدراجات قبل بدء سباق وارسو - غارولين الدراجات في عام 1891.

## استجمام
أصبح ركوب الدراجات كوسيلة للترفيه منظمًا بعد وقت قصير من بدء السباق. في أيامها الأولى، كان ركوب الدراجات يجمع الجنسين معًا بطريقة غير مصحوبة بمراقبة، خاصة بعد ثمانينيات القرن التاسع عشر عندما أصبح ركوب الدراجات أكثر سهولة بسبب اختراع دراجة (Rover Safety). نشأت صرخات الانزعاج العامة من احتمال حدوث فوضى أخلاقية من هذا ومن تطور ملابس النساء لركوب الدراجات، والتي أصبحت تدريجيًا أقل تقييدًا وتقييدًا.
في 4 مارس 1915، تأسست جمعية بناء مسارات الدراجات في منطقة جوي وإيملاند في هولندا. إنها "جمعية مسار الدراجات" الخاصة الأخيرة التي لا تزال موجودة حتى اليوم. اعتقد بعض الناس أن تزايد حركة مرور السيارات في أوائل القرن العشرين كان خطيرًا للغاية بالنسبة للأشخاص الذين يركبون الدراجات، وخاصة أولئك الذين يركبون الدراجات كنشاط ترفيهي، لدرجة أنهم أرادوا إنشاء بنية تحتية منفصلة لركوب الدراجات. لن تكون الطرق أيضًا مرتبطة بمسار لحركة السيارات وبشكل أساسي للترفيه - لذلك ليست أقصر الطرق، بل أجمل الطرق.

## تنقل
كان الناس يركبون الدراجات للعمل منذ ذروة الدراجات في تسعينيات القرن التاسع عشر. وفقًا لموقع (Bike to Work)، استمرت هذه الممارسة في الولايات المتحدة حتى عشرينيات القرن العشرين، عندما شهد ركوب الدراجات انخفاضًا حادًا، ويرجع ذلك جزئيًا إلى نمو الضواحي وشعبية السيارة. في أوروبا، ظل ركوب الدراجات للذهاب إلى العمل أمرًا شائعًا حتى نهاية الخمسينيات.
اليوم يركب العديد من الأشخاص الدراجات للعمل لمجموعة متنوعة من الأسباب بما في ذلك اللياقة البدنية والمخاوف البيئية والراحة والاقتصاد والمتعة. وفقاً لمسح المجتمع الأمريكي لعام 2008 الذي أجراه مكتب الإحصاء الأمريكي (ACS)، في 22 سبتمبر 2009، يستخدم 0.55 بالمائة من الأمريكيين الدراجة كوسيلة أساسية للوصول إلى العمل. توفر بعض أماكن العمل وسائل الراحة لركاب الدراجات، مثل الاستحمام وغرف تغيير الملابس ورفوف الدراجات الداخلية وغيرها من مواقف الدراجات الآمنة.

## بجولة
أراد العديد من راكبي الدراجات استخدام دراجاتهم للسفر؛ ذهب بعضهم حول العالم. فعلت آني لندنديري ذلك في 1894-1895، واستغرقت 15 شهرًا. قام ستة رجال هنود بدراجة 71000 كيلومترًا حول العالم في عشرينيات القرن العشرين.

## جنون ركوب الدراجات
مع تحسين أربعة جوانب رئيسية (التوجيه، والسلامة، والراحة، والسرعة) خلال الفلس الواحد، أصبحت الدراجات تحظى بشعبية كبيرة بين النخب والطبقات الوسطى في أوروبا وأمريكا الشمالية في منتصف وأواخر تسعينيات القرن التاسع عشر. وكانت أول دراجة تناسب النساء، وعلى هذا النحو أصبحت "آلة الحرية" (كما أسمتها الناشطة النسوية الأمريكية سوزان ب. أنتوني)، مما يمنح المرأة "شعورًا بالحرية والاعتماد على الذات".

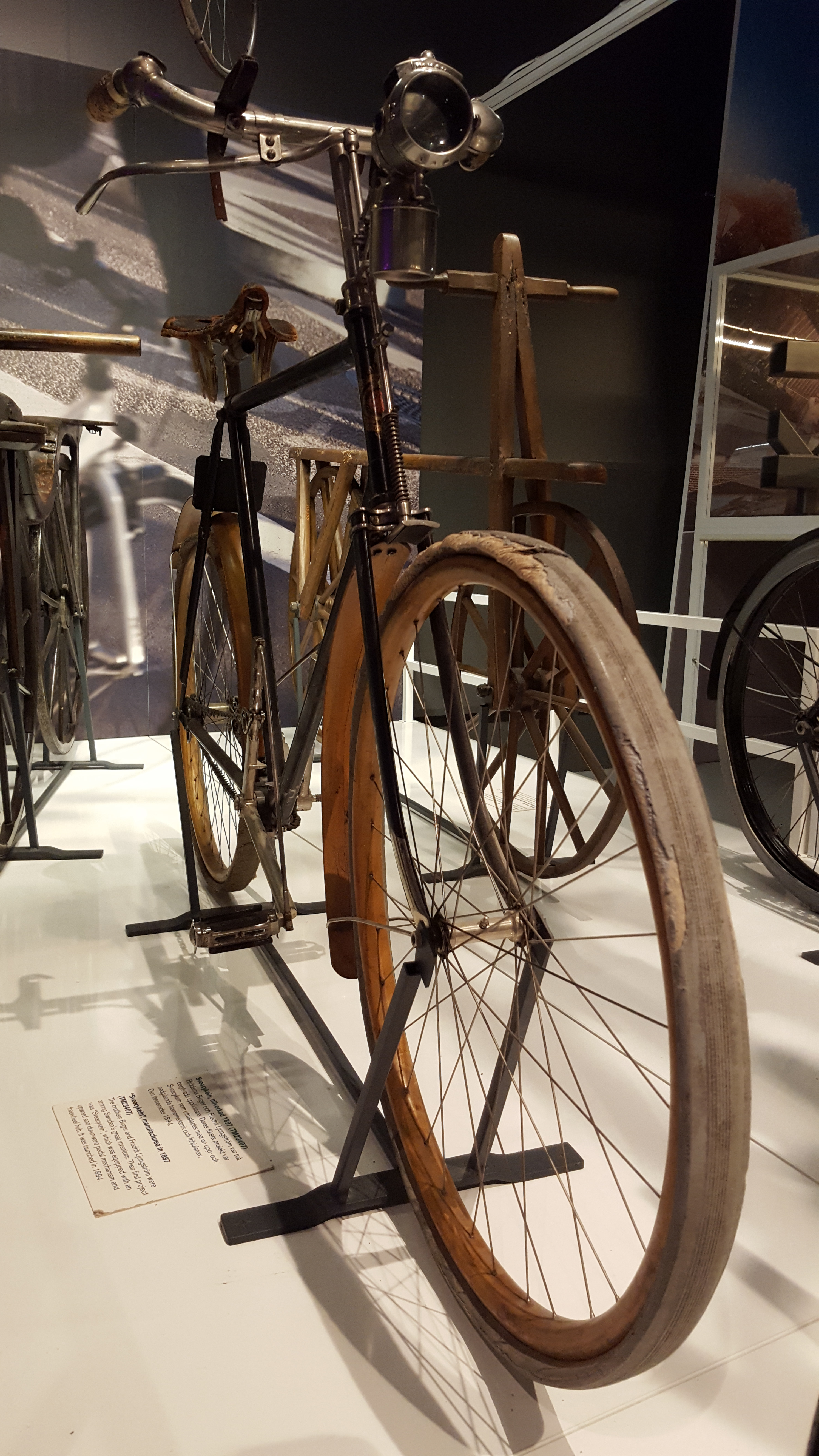
(The Svea Velocipede) لفريدريك ليونجستروم وبيرجر ليونجستروم، معروضة في المتحف الوطني السويدي للعلوم والتكنولوجيا.

تم تقديم (Svea Velocipede) مع ترتيب الدواسة العمودية ومحاور القفل في عام 1892 من قبل المهندسين السويديين فريدريك ليونجستروم وبيرجر ليونجستروم. لقد جذبت الانتباه في المعرض العالمي وتم إنتاجها ببضعة آلاف من الوحدات.
غالبًا ما يطلق مؤرخو الدراجات على هذه الفترة اسم "العصر الذهبي" أو "جنون الدراجات". بحلول بداية القرن العشرين، أصبحت ركوب الدراجات وسيلة مهمة للنقل، وفي الولايات المتحدة أصبحت شكلاً من أشكال الترفيه ذات شعبية متزايدة. تنتشر نوادي ركوب الدراجات للرجال والنساء في جميع أنحاء الولايات المتحدة وعبر الدول الأوروبية.
أصبح المهاجر من شيكاغو أدولف شوننجر مع شركة (Western Wheel Works) بمثابة "فورد الدراجة" (قبل هنري فورد بعشر سنوات) من خلال تقليد أساليب الإنتاج الضخم لبوب وإدخال الختم في عملية الإنتاج بدلاً من التصنيع، مما أدى إلى تقليل تكاليف الإنتاج بشكل كبير، وبالتالي الأسعار. وهكذا أصبحت دراجاته "الهلال" في متناول العمال، وأدت الصادرات الضخمة من الولايات المتحدة إلى خفض الأسعار في أوروبا.
لقد قضى ذعر عام 1893 على العديد من المصنعين الأمريكيين الذين لم يتبعوا خطى بوب وشويننجر، بنفس الطريقة التي دمرت بها أزمة الكساد الكبير شركات صناعة السيارات التي لم تتبع شركة فورد.

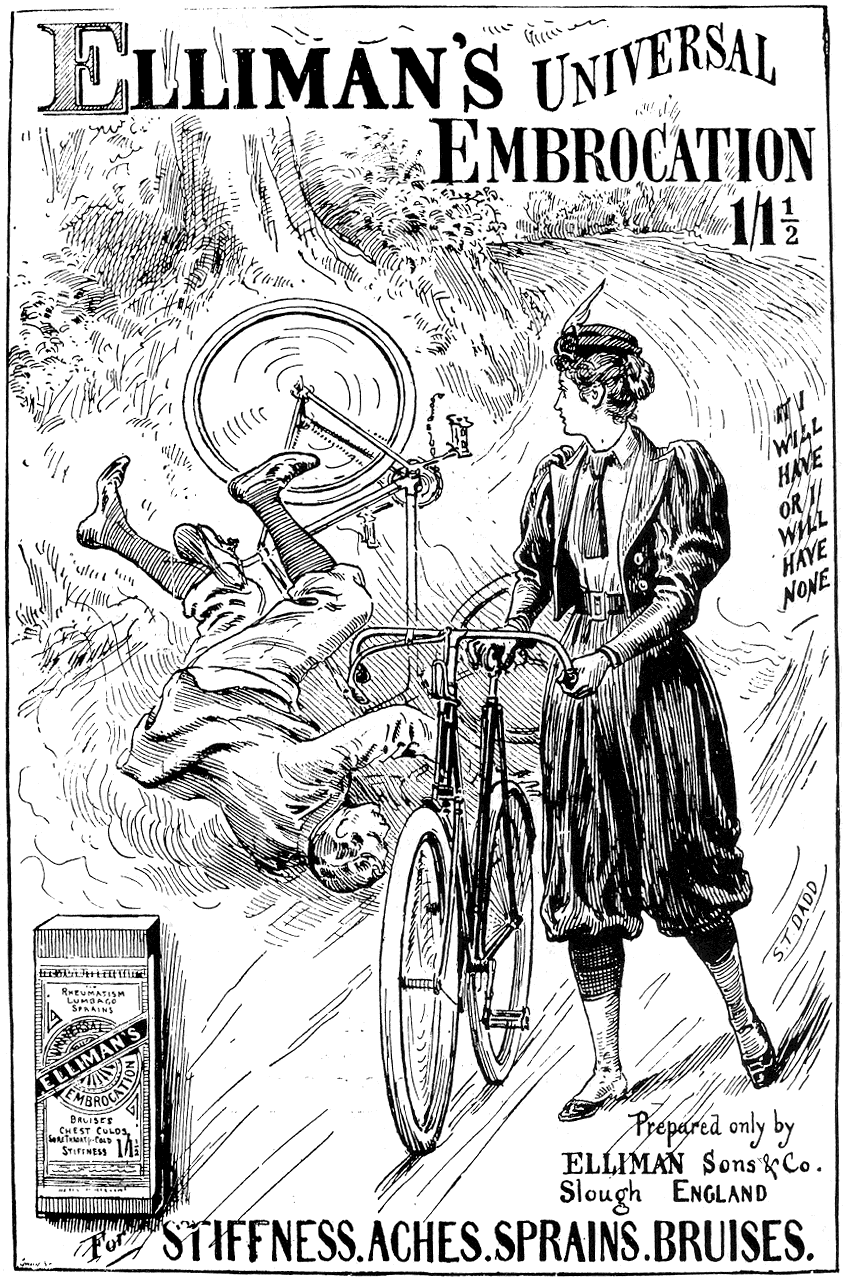
إعلان عام 1897، يُظهر ملابس بدون تنورة لركوب الدراجات للسيدات.

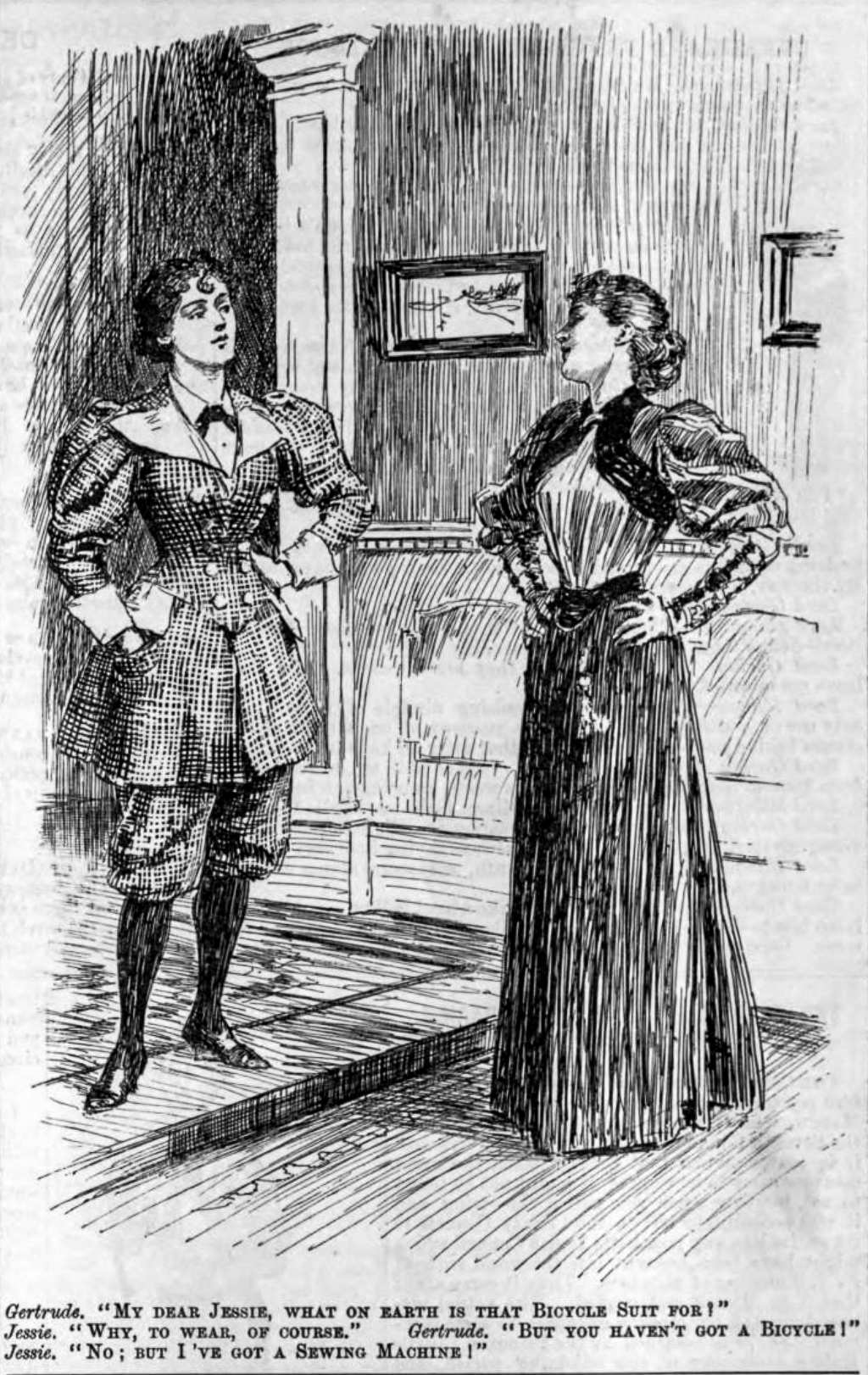
بدلة الدراجة مقابل الملابس التقليدية.

## ركوب الدراجات للسيدات
لا ينبغي الاستهانة بتأثير الدراجة على تحرر المرأة. منحت دراجة الأمان النساء قدرة غير مسبوقة على الحركة، مما ساهم في مشاركتهن بشكل أكبر في حياة الدول الغربية. ومع أن الدراجات أصبحت أكثر أماناً وأرخص ثمناً، أصبح لدى المزيد من النساء القدرة على الوصول إلى الحرية الشخصية التي تجسدها، وبالتالي أصبحت الدراجة ترمز إلى المرأة الجديدة في أواخر القرن التاسع عشر، وخاصة في بريطانيا والولايات المتحدة. وقد أدرك النسويون والمنادون بحق المرأة في التصويت قوتها التحويلية. قالت سوزان أنتوني: "دعني أخبركم عن رأيي في ركوب الدراجات. أعتقد أنها ساهمت في تحرير المرأة أكثر من أي شيء آخر في العالم. إنها تمنح المرأة شعورًا بالحرية والاعتماد على الذات. أقف وأبتهج كل يوم". "في الوقت الذي أرى فيه امرأة تركب على عجلة القيادة صورة الأنوثة الحرة غير المقيدة."
في عام 1895، كتبت فرانسيس ويلارد، رئيسة اتحاد الاعتدال النسائي المسيحي، كتابًا بعنوان كيف تعلمت ركوب الدراجة (تم وصفه في مجلة (Bicycling) بأنه "أعظم كتاب كتب على الإطلاق عن تعلم ركوب الدراجة")، في عام 1895. والتي أشادت بالدراجة التي تعلمت ركوبها في وقت متأخر من حياتها، والتي أطلقت عليها اسم "جلاديس"، "لتأثيرها المبهج" على صحتها وتفاؤلها السياسي. استخدم ويلارد استعارة ركوب الدراجات لحث المدافعين عن حق المرأة في التصويت على التحرك، معلنًا: "لن أضيع حياتي في الاحتكاك عندما يمكن تحويله إلى زخم". بدأت إليزابيث روبينز بينيل ركوب الدراجات في سبعينيات القرن التاسع عشر في فيلادلفيا، ومنذ ثمانينيات القرن عشر فصاعدًا أصدرت سلسلة من قصص الرحلات حول رحلاتها بالدراجة حول أوروبا، من رحلة كانتربري للحج إلى فوق جبال الألب على دراجة
. في عام 1895، أصبحت آني لندنديري أول امرأة تقود الدراجة حول العالم.
وقد تجلى رد الفعل العنيف ضد المرأة الجديدة (راكبة الدراجة) عندما اختار الطلاب الجامعيون الذكور في جامعة كامبريدج في إنجلترا إظهار معارضتهم لقبول النساء كأعضاء كاملي العضوية في الجامعة من خلال شنق دمية في ساحة البلدة الرئيسية - وهو ما يدل على أن امرأة على دراجة - في أواخر عام 1897.
نظرًا لأن النساء لم يكن باستطاعتهن ركوب الدراجات في الموضات السائدة آنذاك للملابس الضخمة والمقيدة، فقد أدى جنون الدراجات إلى ظهور حركة لما يسمى باللباس العقلاني، مما ساعد على تحرير النساء من الكورسيهات والتنانير التي تصل إلى الكاحل وغيرها من الملابس المرهقة، لتحل محل الملابس التقليدية آنذاك. بلمر الصادمة.

## أنظر أيضا
- تاريخ الدراجة
- شركة البابا للتصنيع
- قائمة حالات المنشطات في ركوب الدراجات
- قائمة راكبي الدراجات المحترفين الذين لقوا حتفهم أثناء السباق
- قابلية التدوير